# Orlando Pirates Football Club
L'Orlando Pirates Football Club è una società calcistica sudafricana con sede a Johannesburg nel quartiere di Soweto. Fondato nel 1937, milita in Premier Division, la massima serie del campionato sudafricano.
In ambito nazionale ha vinto 9 campionati sudafricani e un campionato nazionale NSL. In campo internazionale ha vinto una CAF Champions League e una Supercoppa CAF.

## Storia
L'Orlando Pirates è uno dei club più antichi del Sudafrica infatti è stato fondato nel 1937 a Orlando East, nella township di Soweto presso Johannesburg.

### Primi anni
I fondatori dell'Orlando Pirates erano persone umili, tra cui figli di lavoratori migranti che si sono trasferiti dalle aree rurali a lavorare nelle miniere d'oro di Gauteng. I ragazzi si riunivano ad Orlando e ad ogni occasione disponibile in spazi aperti e in gruppi informali giocavano a calcio. In origine il sodalizio si chiamava Orlando Boys Club.
Nel 1940 Buthuel Mokgosinyane, il primo presidente della società, ha acquistato le prime maglie per la squadra con i propri fondi. Gli Orlando Boys hanno partecipato alla Johannesburg Bantu Association's Saturday League e hanno vinto il titolo di Division Two e guadagnato la promozione in Division One nel 1944. Poi Andrew Bassie, un membro chiave della squadra, ha suggerito Orlando Pirates come nuovo nome del club, ispirandosi al film di successo del 1940 Lo sparviero del mare.

### Dal 1971
Nel corso degli anni l'Orlando Pirates - noto anche come the Happy People- ha ottenuto vari successi, aggiudicandosi il titolo di National Professional Soccer League nel 1971, 1973, 1975 e 1976, la National Soccer League nel 1994 e la Premier Soccer League per quattro volte, nel 2001, 2003, 2011 e nel 2012. In quest'ultima occasione il suo calciatore Lesley Manyathela è stato capocannoniere del campionato.
Si sono registrati molti trionfi anche nelle coppe nazionali, tra cui vittorie nella Vodacom Challenge, nell'edizione inaugurale del 1999 e nel 2005. Alla metà degli anni '90 del XX secolo l'Orlando Pirates ha riscosso successo a livello internazionale, vincendo la Coppa dei Campioni d'Africa (ora conosciuta come CAF Champions League) nel 1995 e la Supercoppa CAF nel 1996. I pirati divennero così la prima squadra sudafricana e dell'emisfero meridionale a vincere il più importante trofeo africano per club.
Nel 2005 la squadra, insieme a Interza Lesego e Ellis Park Stadium Ltd, ha annunciato l'acquisizione di una quota del 51% dell'Ellis Park Stadium, divenuto così il primo stadio di proprietà di maggioranza nera in Sudafrica.
Nel 2011 fu vinta per la prima volta la Coppa di Lega sudafricana, mentre dal 2000 al 2023 arrivarono quattro altri successi in campionato e tre nella coppa nazionale.

## Palmarès

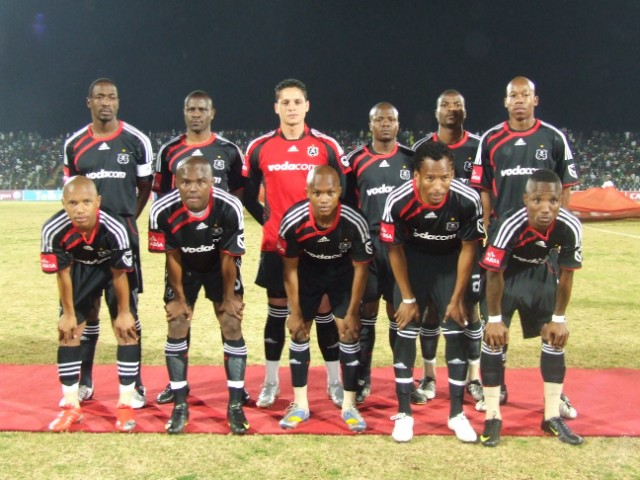
Una formazione dell'Orlando Pirates nel 2009

### Competizioni nazionali
- Campionato sudafricano: 9

1971, 1973, 1975, 1976, 1994, 2000-2001, 2002-2003, 2010-2011, 2011-2012
- Coppa del Sudafrica: 10

1973, 1974, 1975, 1980, 1988, 1996, 2011, 2013-2014, 2022-2023, 2023-2024
- Coppa di Lega sudafricana: 1

2011
- MTN 8: 13

1972, 1973, 1978, 1983, 1993, 1996, 2000, 2010, 2011, 2020, 2022, 2023, 2024
- Castle Challenge: 1

1992
- Sales House Cup: 4

1972, 1975, 1977, 1983
- Benson and Hedges Trophy: 2

1973, 1974
- PSL Reserve League: 1

2007
- Carling Black Label Cup: 3

2011, 2012, 2014

### Competizioni internazionali
- CAF Champions League: 1

1995
- Supercoppa CAF: 1

1996

### Altri piazzamenti
- Campionato sudafricano:

Secondo posto: 1988-1989, 1999-2000, 2004-2005, 2005-2006, 2008-2009, 2017-2018, 2018-2019, 2023-2024, 2024-2025
Terzo posto: 1989-1990, 1994-1995, 1996-1997, 1997-1998, 1998-1999, 2001-2002, 2012-2013, 2019-2020, 2020-2021
- Coppa del Sudafrica:

Finalista: 1971, 1976, 1977, 1981, 1984, 1998, 2006, 2015-2016, 2016-2017, 2024-2025
- Coppa di Lega sudafricana:

Finalista: 1987, 1990, 2000, 2008, 2010, 2013, 2018
Semifinalista: 2016
- CAF Champions League:

Finalista: 2013
Semifinalista: 2006, 2024-2025
- Coppa delle Coppe d'Africa:

Semifinalista: 1999
- Coppa della Confederazione CAF:

Finalista: 2015, 2021-2022
- Coppa dei Campioni afro-asiatica:

Finalista: 1996

## Organico

### Rosa 2015-2016
| N. |                      | Ruolo | Calciatore           |
| -- | -------------------- | ----- | -------------------- |
| 2  | Sudafrica (bandiera) | D     | Ayanda Gcaba         |
| 3  | Sudafrica (bandiera) | D     | Patrick Phungwayo    |
| 4  | Sudafrica (bandiera) | D     | Happy Jele           |
| 5  | Nigeria (bandiera)   | C     | Mpho Makola          |
| 6  | Sudafrica (bandiera) | C     | Thandani Ntshumayelo |
| 7  | Zimbabwe (bandiera)  | A     | Tendai Ndoro         |
| 8  | Sudafrica (bandiera) | D     | Thabo Matlaba        |
| 9  | Sudafrica (bandiera) | A     | Siphamandla Sangweni |
| 11 | Sudafrica (bandiera) | C     | Sifiso Myeni         |
| 12 | Sudafrica (bandiera) | C     | Lehlogonolo Masalesa |
| 14 | Sudafrica (bandiera) | D     | Lucky Lekgwathi      |
| 15 | Sudafrica (bandiera) | C     | Thabo Qalinge        |
| 16 | Sudafrica (bandiera) | P     | Brighton Mhlongo     |
| 18 | Senegal (bandiera)   | C     | Issa Sarr            |
| 20 | Sudafrica (bandiera) | C     | Oupa Manyisa         |

| N. |                               | Ruolo | Calciatore           |
| -- | ----------------------------- | ----- | -------------------- |
| 21 | Sudafrica (bandiera)          | D     | Siyabonga Sangweni   |
| 25 | Namibia (bandiera)            | C     | Thabo Rakhale        |
| 26 | Sudafrica (bandiera)          | C     | Menzi Masuku         |
| 28 | Sudafrica (bandiera)          | D     | Rooi Mahamutsa       |
| 30 | Sudafrica (bandiera)          | D     | Mpho Mvelase         |
| 31 | Sudafrica (bandiera)          | A     | Thamsanqa Gabuza     |
| 32 | Inghilterra (bandiera)        | D     | William Higgins      |
| 34 | Sudafrica (bandiera)          | D     | Ntsikelelo Nyauza    |
| 37 | Sudafrica (bandiera)          | A     | Amigo Memela         |
| 38 | Sudafrica (bandiera)          | C     | Gift Motupa          |
| 39 | Sudafrica (bandiera)          | C     | Roger Majafa         |
| 40 | Sudafrica (bandiera)          | P     | Siyabonga Mpontshane |
| 42 | Guinea Equatoriale (bandiera) | P     | Felipe Ovono         |
| 44 | Sudafrica (bandiera)          | P     | Ntando Nkala         |
| 45 | Sudafrica (bandiera)          | A     | Lehlohonolo Majoro   |

### Rosa 2011-2012
| N. |                      | Ruolo | Calciatore         |
| -- | -------------------- | ----- | ------------------ |
| 1  | Sudafrica (bandiera) | P     | Senzo Meyiwa       |
| 16 | Sudafrica (bandiera) | P     | Moeneeb Josephs    |
| 41 | Sudafrica (bandiera) | P     | Brighton Mhlongo   |
| 44 | Sudafrica (bandiera) | P     | Ntando Nkala       |
| 2  | Sudafrica (bandiera) | D     | Ayanda Gcaba       |
| 3  | Sudafrica (bandiera) | D     | Patrick Phungwayo  |
| 4  | Sudafrica (bandiera) | D     | Happy Jele         |
| 14 | Sudafrica (bandiera) | D     | Lucky Lekgwathi    |
| 19 | Sudafrica (bandiera) | D     | Bheki Nzunga       |
| 21 | Sudafrica (bandiera) | D     | Siyabonga Sangweni |
| 24 | Sudafrica (bandiera) | D     | Khetowakhe Masuku  |
| 28 | Sudafrica (bandiera) | D     | Rooi Mahamutsa     |
| 8  | Sudafrica (bandiera) | D     | Thabo Matlaba      |
| 30 | Sudafrica (bandiera) | D     | Robyn Johannes     |
| 33 | Sudafrica (bandiera) | D     | Mbongeni Gumede    |

| N. |                      | Ruolo | Calciatore           |
| -- | -------------------- | ----- | -------------------- |
| 35 | Sudafrica (bandiera) | C     | Manti Moholo         |
| 7  | Sudafrica (bandiera) | C     | Daine Klate          |
| 12 | Sudafrica (bandiera) | C     | Mark Mayambela       |
| 15 | Sudafrica (bandiera) | C     | Andile Jali          |
| 18 | Sudafrica (bandiera) | C     | Thulasizwe Mbuyane   |
| 20 | Sudafrica (bandiera) | C     | Oupa Manyisa         |
| 23 | Sudafrica (bandiera) | C     | Tlou Segolela        |
| 6  | Sudafrica (bandiera) | C     | Thandani Ntshumayelo |
| 11 | Sudafrica (bandiera) | C     | Sifiso Myeni         |
| 5  | Nigeria (bandiera)   | C     | Onyekachi Okonkwo    |
| 27 | Niger (bandiera)     | C     | Boubacar Talatou     |
| 25 | Namibia (bandiera)   | A     | Rudolf Bester        |
| 9  | Sudafrica (bandiera) | A     | Bongani Ndulula      |
| 26 | Sudafrica (bandiera) | A     | Ndumiso Mabena       |
| 37 | Sudafrica (bandiera) | A     | Tokelo Rantie        |

### Staff tecnico
Staff Tecnico preso dal sito ufficiale e aggiornato al 25 marzo 2011.
| Allenatore          | Augusto Palacios      |
| Vice Allenatore     | Tebogo Moloi          |
| Allenatore Portieri | Alexandre Revoredo    |
| Preparatori         | Bobby Ramasia         |
|                     | Itumeleng Irvin Khoza |
|                     | Jeffrey Mokoalase     |
|                     | John Williams         |
|                     | Mandy-Lee Solomo      |
|                     | Pule Sithebe          |
|                     | Thabiso Mmoledi       |
|                     | Thulani Dlamini       |
|                     | Zonde Soloshe         |

## Record Squadra
- Più Apparizioni – William Okpara 375[5]
- Più Goal – Benedict Vilakazi 52
- Più chiamate in nazionale – Teko Modise 37 (Sudafrica)
- Più partite in una stagione – William Okpara 51 (1995)
- Più goal in una stagione – Dennis Lota 23 (1999/00)
- Miglior Vittoria – 9–1 v Olympics (Bob Save Super Bowl 7/3/1999)
- Peggior Sconfitta – 1–6 v Sundowns (BP Top 8 Cup 3/2/1990)

## Allenatori celebri
- Ted Dumitru
- Ruud Krol
- Shaibu Amodu

## Sponsor
- Vodacom
- Adidas